# Maalbeek (Vlaams-Brabant)

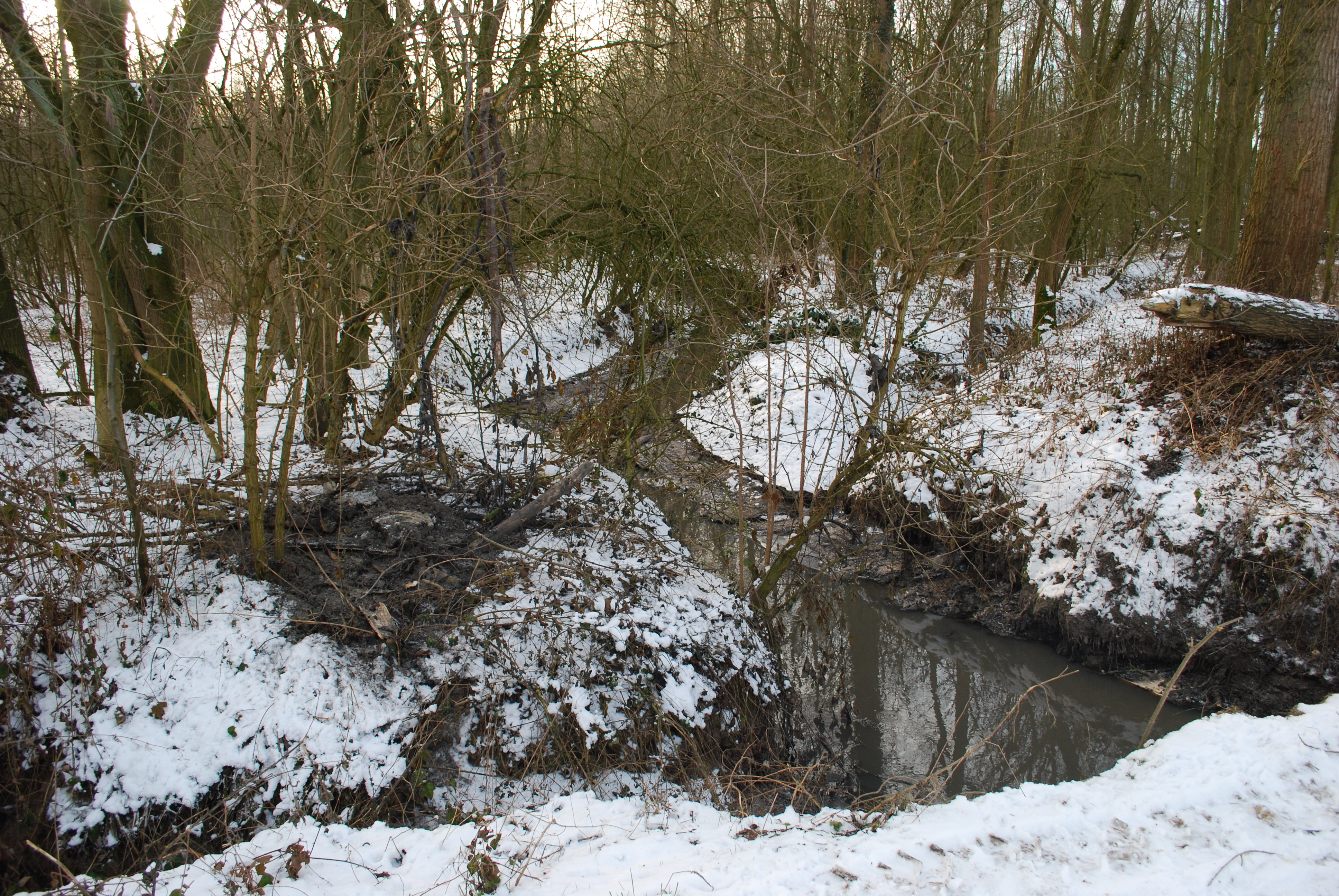
De Maalbeek op de grens van Wemmel en Strombeek-Bever

De Maalbeek, ook wel Molenbeek of Sprietbeek genaamd, is een beek in België die behoort tot het stroomgebied van de Schelde.

## Loop
De Maalbeek ontspringt op een hoogte van 61 meter in Relegem (deelgemeente van Asse). Nadien stroomt de Maalbeek door Wemmel en volgt daarna de grens tussen Wemmel en Grimbergen (deelgemeente Strombeek-Bever). Op die grens loopt de Maalbeek door het Beverbos.
In Bever staat de Sprietmolen, waarna de Maalbeek de grens vormt van Meise/Grimbergen tot aan de monding van de Amelvonnebeek in de Maalbeek. Daar bevindt zich ook op de rechteroever het Nekkerbos. Hierna loopt de Maalbeek door het centrum van Grimbergen, waar de beek de 's Gravenmolen, de Liermolen, de Tommenmolen en de Oyenbrugmolen aandrijft, richting Willebroekse Vaart. Op het grondgebied van Grimbergen mondt ze ten slotte aan de Verbrande Brug in het Zeekanaal Brussel-Rupel uit, op een hoogte van 13 m.
De totale lengte van de Maalbeek bedraagt 12,6 km.
De Kleine Landbeek, Moorbeek, Lees(t)beek, Landbeek, Amelvonne(s)beek, Bruinborrebeek en Kelkebeek monden allen uit in de Maalbeek.

## Uiterwaarden van de Maalbeek
In de tweede helft van de 20e eeuw gaf de gemeente Grimbergen omgevingsvergunningen om aanzienlijke delen van de uiterwaarden van de Maalbeek te verkavelen en de loop van de Maalbeek recht te trekken, met de te voorziene wateroverlastproblemen als gevolg in 2005, 2010, 2011, 2014, 2015, 2016, 2018, 2021 en 2024.
De kritiek dat het gemeentebestuur van Grimbergen zelfs nog op het einde van de jaren 1990 een verkavelingsvergunning voor de Rietvoornstraat afleverde, ondanks het feit dat dit gebied pal in de uiterwaarden van de Bruinborrebeek en de Maalbeek ligt, nam burgemeester Maes (2001-2003, CD&V) niet omdat hij vond dat de gemeente dit niet kon weigeren als het gebied op het gewestplan als woonzone was ingekleurd en dat de inwoners die daar kwamen wonen zelf een risico namen en achteraf niet moesten komen klagen.

## Waterkwaliteit
De waterkwaliteit van de Maalbeek kan opgevolgd worden aan de hand van de VMM-meetpunten OW357200 (aan de 's Gravenmolen), OW357100 (aan de Rijkenhoekstraat) en OW357000 (aan de monding in het kanaal). Daaruit blijkt dat de waterkwaliteit sinds 2009 een verbetering vertoont. Het burgerwetenschaponderzoek Watermonsters bracht echter in 2025 aan het licht dat de Maalbeek van bron tot monding sterk vervuild is met E. coli-bacterie.

### Verontereiniging vanuit overstorten
Op verschillende plaatsen kan de riolering bij hevig regenweer via overstorten lozen in de Maalbeek. Dat is onder meer het geval vanuit de Aquafin riolering in de Veldkantstraat en de riolering in de Tommenmolenstraat.

### Diffuse verontreiniging
Zowel de Maalbeek als de Amelvonnebeek stromen onder de A12 door, waardoor er diffuse verontreiniging kan ontstaan door vervuild afstromend hemelwater.

## Vismigratieknelpunten
Zowel de Maalbeek als de Amelvonnebeek vertonen op vele plaatsen nog een slechte structuurkwaliteit. Er komen ook nog verschillende vismigratieknelpunten voor, onder andere langs de watermolens. Voor het behalen van een goede ecologische toestand is het oplossen van deze knelpunten noodzakelijk.